# Chai Wan (huyện)
Chai Wan (tiếng Thái: ไชยวาน) là một huyện (amphoe) ở phía đông nam của tỉnh Udon Thani, đông bắc Thái Lan.

## Lịch sử
Chai Wan đã thuộc Nong Han. Đơn vị này đã được lập làm một tiểu huyện (king amphoe) ngày 3/1/1977, khi hai phó huyện Chai Wan và Nong Lak được tách ra từ Nong Han. Năm 1979, phó huyện thứ 3 Kham Lo đã được lập còn phó huyện thứ 4 Phon Sung đã được chuyển từ Nong Han. Phó huyện được nâng cấp thành huyện ngày 1/2/1988.

## Địa lý
Các huyện giáp ranh (từ phía nam theo chiều kim đồng hồ) là: Wang Sam Mo, Si That, Ku Kaeo, Nong Han của tỉnh Udon Thani, Sawang Daen Din và Song Dao của tỉnh Sakon Nakhon.

## Hành chính
Huyện này được chia thành 4 phó huyện (tambon), các đơn vị này lại được chia ra thành 51 làng (muban). Chai Wan là một đô thị phó huyện (thesaban tambon) nằm trên một phần của tambon Chai Wan. Có 4 Tổ chức hành chính tambons (TAO).
| STT. | Tên       | Thai    | Số làng | Dân số |
| ---- | --------- | ------- | ------- | ------ |
| 1.   | Chai Wan  | ไชยวาน  | 17      | 13.121 |
| 2.   | Nong Lak  | หนองหลัก | 12      | 10.011 |
| 3.   | Kham Lo   | คำเลาะ  | 11      | 7.980  |
| 4.   | Phon Sung | โพนสูง   | 11      | 7.097  |